# Eva-Maria Hagen

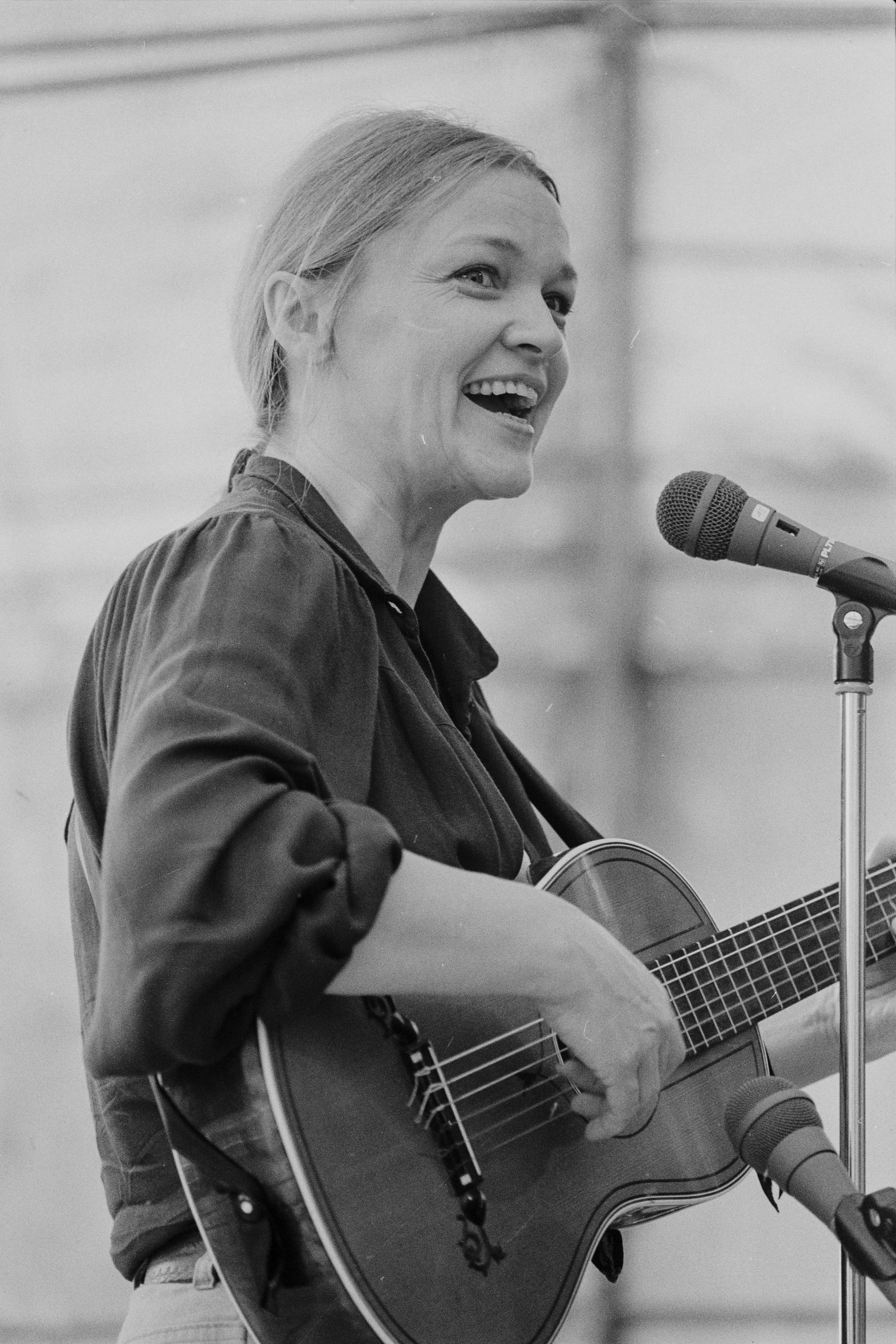
Eva-Maria Hagen in Bern beim Gurtenfestival, 1981

Eva-Maria Hagen (* 19. Oktober 1934 in Költschen, Kreis Oststernberg als Eva-Maria Buchholz; † 16. August 2022 in Hamburg) war eine deutsche Schauspielerin, Synchronsprecherin, Sängerin, Malerin und Autorin.

## Leben

### Frühe Jahre
Die Tochter ostbrandenburgischer Landarbeiter wurde nach dem Ende des Zweiten Weltkriegs mit ihrer Familie nach Perleberg in der Prignitz im nordwestlichen Brandenburg vertrieben. Nach einer Lehre zur Maschinenschlosserin im Bahnbetriebswerk Wittenberge begann sie 1952 ein Schauspielstudium in Ost-Berlin, wo sie 1953 unter der Leitung von Bertolt Brecht im Berliner Ensemble im Stück Katzgraben von Erwin Strittmatter spielte.

### Theater und Film in der DDR
1956 setzte Hagen ihr Schauspielstudium an der Fritz-Kirchhoff-Akademie in West-Berlin fort. 1958 erhielt sie ein Engagement am Maxim-Gorki-Theater in Ost-Berlin.
1957 begann ihre Karriere als Filmschauspielerin in der DEFA-Filmkomödie Vergeßt mir meine Traudel nicht unter Kurt Maetzig. Von 1957 bis 1965 wirkte sie in etwa 50 Film- und Fernsehproduktionen mit, u. a. 1961 neben Wolf Kaiser im DDR-Kellerfilm Das Kleid – basierend auf Des Kaisers neue Kleider – in der Rolle der jungen schönen Katrin. Von Natur aus dunkelhaarig, musste sie meist in die Rollen von busenbetonten Blondinen schlüpfen, weshalb sie bald als „Brigitte Bardot der DDR“ galt. 1961 war sie Gründungsmitglied des Schauspiel-Ensembles des Deutschen Fernsehfunks in Berlin-Adlershof.
Nachdem ihr Lebenspartner Wolf Biermann 1965 durch das 11. Plenum der SED ein Auftritts- und Publikationsverbot erhalten hatte, geriet auch sie zunehmend in die Schusslinie der DDR-Führung. Gegen sie wurde ein Prozess wegen „Staatsverleumdung“ geführt und sie erhielt fast nur noch Engagements in Provinztheatern.
Ende 1976 wurde sie aufgrund ihres Protestes gegen die kurz zuvor erfolgte Ausbürgerung Biermanns fristlos entlassen. Ihr erging es dabei ähnlich wie zahlreichen anderen Künstlern der DDR. 1977 wurde ihr die Staatsbürgerschaft der DDR entzogen und sie siedelte zusammen mit ihrer Tochter Nina Hagen in die Bundesrepublik Deutschland über.

### Weitere Karriere nach Ausbürgerung
Durch die Ausbürgerung wurde die in Westdeutschland wenig bekannte Künstlerin in ihrer Karriere zurückgeworfen; sie erhielt aber bald wieder Engagements an kleinen Theatern sowie Fernsehrollen. Sie wirkte auch bei Musikauftritten an der Seite Wolf Biermanns mit, u. a. im November 1989 kurz nach dem Mauerfall in einer Halle der Leipziger Messe, und nahm eigene Musikalben auf.
1997 trat sie auf Einladung des Goethe-Instituts mit einer musikalischen Brecht-Hommage in Irland, Schottland, England, Schweden und der Ukraine auf. 1998 ging sie mit ihrem Buch Eva und der Wolf in 50 deutschen Städten auf Lesung. Im Januar 1999 erhielt sie in Mainz die Carl-Zuckmayer-Medaille für Verdienste um die deutsche Sprache.

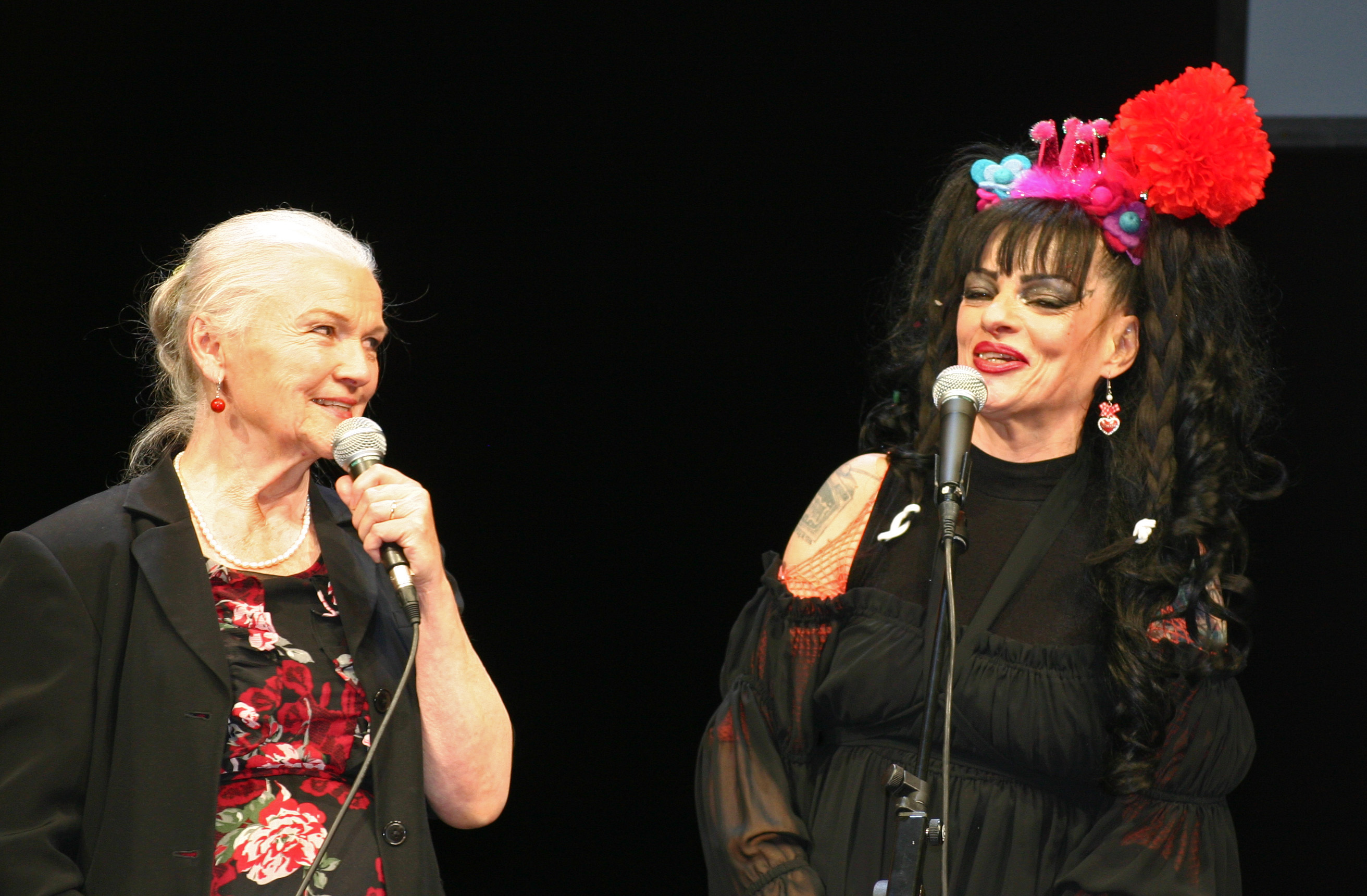
Eva-Maria und Nina Hagen, 2013

Im Fernsehen übernahm Hagen Gastrollen in Krimiserien wie Stubbe – Von Fall zu Fall, Pfarrer Braun, Der Dicke und Großstadtrevier. Von 2005 bis 2006 spielte sie neben Jonas Nay als Hedda Sörensen in der NDR-Mystery-Fernsehserie 4 gegen Z eine Hauptrolle. In Hans-Christoph Blumenbergs dreiteiligem Dokudrama Die Kinder der Flucht übernahm sie die Rolle der gealterten Elvira Profé, die im Sommer 1955 mit ihrer Freundin Ursula am Bahnhof Kwidzyn sehnsüchtig auf ihre einstige große Liebe, den Polen Fortek Mackiewicz (Adrian Topol) wartet, den sie infolge der Nachkriegswirren jahrzehntelang nicht gesehen hat. 2009 verkörperte sie in Leander Haußmanns Filmkomödie Dinosaurier – Gegen uns seht ihr alt aus! die Hauptrolle der pensionierten Lehrerin Lena Braake. 2012 war sie als Großmutter in dem deutsch-australischen Spielfilm Lore zu sehen. 2013 spielte sie an der Seite von Gesine Cukrowski und Franz Dinda als Annie Bauer eine Hauptrolle in dem Fernsehfilm Fliegen lernen von Christoph Schrewe. 2014 war sie für den deutsch-australischen Animationsfilm Die Biene Maja – Der Kinofilm als Synchronsprecherin tätig, in dem sie der Bienenkönigin ihre Stimme lieh. An der Produktion waren auch ihre Tochter und ihre Enkeltochter beteiligt.

### Privates
1954 heiratete Eva-Maria Hagen den Drehbuchautor Hans Oliva-Hagen. Aus der fünfjährigen Ehe ging die 1955 geborene Tochter Catharina hervor, die später unter dem Namen Nina Hagen als Sängerin bekannt wurde. Ihre 1981 geborene Enkelin Cosma Shiva Hagen ist ebenfalls als Schauspielerin und Synchronsprecherin tätig.
Von 1965 bis 1972 war Hagen mit dem Liedermacher Wolf Biermann liiert. Danach lebte sie zeitweise mit dem Regisseur Matti Geschonneck und später mit dem Pianisten Siegfried Gerlich zusammen.
In ihrem 1998 erschienenen autobiografischen Buch Eva und der Wolf, zu dem Biermann ein Vorwort schrieb, gab Hagen eine dokumentarische Darstellung ihrer Beziehung zu Biermann und veröffentlichte darin große Teile ihres Briefwechsels. 2000 und 2005 erschienen mit Evas schöne neue Welt und Eva jenseits vom Paradies weitere autobiografische Bücher Hagens. 2013 erschien im Eulenspiegel-Verlag das gemeinschaftlich mit Peter Hacks, mit dem sie in den 1960er Jahren liiert war, verfasste Werk Liaison amoureuse.
Eva-Maria Hagen, die zuletzt alleinstehend war und in Hamburg, Berlin und der Uckermark lebte, starb am 16. August 2022 im Alter von 87 Jahren in Hamburg.

## Filmografie

### Kino
- 1957: Vergeßt mir meine Traudel nicht
- 1957: Spur in die Nacht
- 1958: Nur eine Frau
- 1959: Ware für Katalonien
- 1959: Weißes Blut
- 1960: Liebe auf den letzten Blick
- 1960: Der schweigende Stern
- 1961: Das Kleid
- 1961: Italienisches Capriccio
- 1962: Die letzte Chance
- 1963: For Eyes Only
- 1965: Ohne Paß in fremden Betten
- 1966: Reise ins Ehebett
- 1967: Meine Freundin Sybille
- 1967: Brot und Rosen
- 1967: Die Fahne von Kriwoj Rog
- 1968: Tod im Preis inbegriffen
- 1968: Heroin
- 1971: Tod eines Millionärs
- 1973: Die Legende von Paul und Paula
- 1973: Die Hosen des Ritters von Bredow
- 1974: Zum Beispiel Josef
- 1974: Johannes Kepler
- 1976: Liebesfallen
- 1976: Nelken in Aspik
- 1980: Gibbi Westgermany
- 1982: Marmor Stein und Eisen bricht
- 1982: Heimkehr nach Deutschland
- 1983: Trauma
- 1987: Warten auf Marie
- 1988: Felix
- 1990: Herzlich willkommen
- 1992: Herzsprung
- 1993: Novalis – Die blaue Blume
- 1999: Ein Mann für gewisse Sekunden
- 2000: Für die Liebe ist es nie zu spät
- 2002: Gefährliche Nähe und du ahnst nichts
- 2005: Nimm Dir Dein Leben
- 2006: Schröders wunderbare Welt
- 2009: Dinosaurier – Gegen uns seht ihr alt aus!
- 2012: Lore

### Fernsehen
- 1960: Immer am Weg dein Gesicht (Fernsehfilm)
- 1961: Gewissen in Aufruhr (Fernsehfilm)
- 1962: Das grüne Ungeheuer (Fernsehmehrteiler)
- 1962: Fanny (Fernsehfilm)
- 1964: Wolf unter Wölfen (Fernsehvierteiler)
- 1965: Schlafwagen Paris–München (Fernsehfilm)
- 1968: Stunde des Skorpions (Fernsehdreiteiler)
- 1971: Ein Mann, der sterben muss (Fernsehfilm)
- 1972: Polizeiruf 110: Die Maske (Fernsehreihe)
- 1972: Polizeiruf 110: Minuten zu spät (Fernsehreihe)
- 1973: Polizeiruf 110: Siegquote 180 (Fernsehreihe)
- 1975: Heiraten/weiblich (Fernsehfilm)
- 1999: Stubbe – Von Fall zu Fall: Die Seherin (Fernsehreihe)
- 2000: Jugendsünde (Fernsehfilm)
- 2000: Für die Liebe ist es nie zu spät (Fernsehfilm)
- 2003: Pfarrer Braun: Der siebte Tempel (Fernsehreihe)
- 2004: Das blaue Wunder  (Fernsehfilm)
- 2004: Das Bernstein-Amulett (Fernsehfilm)
- 2005–2006: 4 gegen Z (Fernsehserie, 26 Folgen)
- 2006: Die Frau des Heimkehrers (Fernsehfilm)
- 2006: Die Kinder der Flucht (Fernsehdreiteiler, 3. Film Eine Liebe an der Oder)
- 2007: Der Dicke (Fernsehserie, Staffel 2, Folge 9 Schlafende Hunde)
- 2008: Das Glück am Horizont (Fernsehfilm)
- 2008: Liebe im Halteverbot
- 2012: SOKO Wismar (Fernsehserie, Folge Die Fremde)
- 2013: Fliegen lernen (Fernsehfilm)
- 2013: Großstadtrevier (Fernsehserie, Folge Beatlemania)

## Theatrografie
- 1969: Can-Can (Theater) in Annaberg, zusammen mit Tochter Nina
- 19??: Professor Unrat, Original: Der blaue Engel (Theater)
- 1959: Maxim Gorki: Feinde (Nadja) – Regie: Hans Dieter Mäde (Maxim-Gorki-Theater Berlin)
- 1959: Walentin Katajew: Zeit voraus – Regie: Horst Schönemann (Maxim-Gorki-Theater Berlin)
- 1961: Ewan MacColl: Rummelplatz (Sandra) – Regie: Hans Dieter Mäde (Maxim-Gorki-Theater Berlin)
- 1966: My Fair Lady (Musical, Dessau)
- 1977: Die Kameliendame (Theater Düsseldorf)
- 1977: Woyzeck (Theater-Tournee)
- 1977: Die Ehe des Herrn Mississippi (Theater-Tournee)
- 1994: Medea (Theater)
- 2006: Cabaret – Das Musical (Bar jeder Vernunft, Berlin)

## Diskografie (Auswahl)
- Gesang zum Defa-Film Jahrgang 45 (1966) – wurde nach Begutachtung des Rohschnitts verboten, 1990 neu montiert, 2005 durch die ARD ausgestrahlt
- LP Nicht Liebe ohne Liebe (1979) – Russische Romanzen, Balladen, Zigeunerlieder – ins Deutsche gebracht von Wolf Biermann
- LP Ich leb’ mein Leben (1981) – Lieder von Wolf Biermann – begleitet von der italienischen Gruppe Ensemble Havadia di Milano
- LP Michail, Michail (1989)
- CD Das mit den Männern und den Frau’n (1995) – arrangiert und begleitet von Siegfried Gerlich
- CD Wenn ich erstmal losleg… (1996) – Lieder von Wolf Biermann nach baltischen Motiven
- CD Joe, mach die Musik von damals nach (1997) – eine Hommage zum 100. Geburtstag von Bertolt Brecht
- CD Eva-Maria Hagen singt Wolfslieder (1999)
- CD Eine Reise durchs Abenteuerland (2008) – 13 Hörgeschichten + Song
- CD Eva und der Wolf (2001) Econ Verlag, Hörbuch
- CD Eine Reise durchs Abenteuerland (2008) Formart.Media, Hörgeschichten
- CD.‘‘Ach, lass uns wieder gut sein‘‘ (2014) Jiddische Lieder – ins Deutsche gebracht von Wolf Biermann

sowie diverse Konzert-Touren mit Chansons. Insbesondere ab 1977 Erfolge als Liedersängerin im In- und Ausland (Schweiz, Österreich, Niederlande, Schweden, Frankreich, Italien usw.)

## Hörspiele
- 1974: Wolf D. Brennecke: Abriss eines Hauses (Lore Messinger) – Regie: Fritz-Ernst Fechner (Hörspiel – Rundfunk der DDR)

## Malerei
- Traumbilder in Öl (1999) Templin/Uckermark, danach als Teil einer internationalen Erotikausstellung in Schloss Auerstedt und Bad Windsheim zu sehen.

## Schriften
- Eva-Maria Hagen: Eva und der Wolf. Econ Verlag, München 1998, ISBN 3-430-13757-8.
- Eva-Maria Hagen: Evas schöne neue Welt. Econ Verlag, München 2000, ISBN 3-430-13756-X.
- Eva-Maria Hagen: Eva jenseits vom Paradies. List Verlag, Berlin 2006, ISBN 3-548-60639-3.
- Eva-Maria Hagen und Peter Hacks: Liaison amoureuse. Eulenspiegel-Verlag, Berlin 2013, ISBN 978-3-359-02403-3.

## Auszeichnung
- 1999: Carl-Zuckmayer-Medaille für Verdienste um die deutsche Sprache